# Principato di Noja
Il Principato di Noja fu un'entità feudale esistita in Basilicata tra il XVII secolo e gli inizi del XIX secolo. Il suo territorio corrispondeva agli odierni comuni di Noepoli, Cersosimo, San Costantino Albanese, San Giorgio Lucano, San Paolo Albanese, Terranova di Pollino, in provincia di Potenza. 
Creato nel 1600, fu dominio della famiglia Pignatelli fino all'abolizione del feudalesimo, avvenuta nel 1806 nel Regno di Napoli. 

## Storia
Il villaggio rurale di Nohae, di probabile origine greca, situato nel Val Sarmento, con la discesa dei Longobardi nella parte meridionale della Penisola italica, avvenuta nel VI secolo, entrò a far parte del Ducato di Benevento. Entrato a far parte del Principato di Salerno, sorto nell'851, diversi anni più tardi i Longobardi furono cacciati dalla zona da parte dei Bizantini, e Nohae passata sotto il dominio di questi ultimi, venne inserita a livello amministrativo nel Thema di Lucania. In epoca bizantina, il centro acquisì notevole importanza, poiché vi si stabilirono molti funzionari, dal cartulario responsabile del catasto, al balivo (o baiulo) che amministrava la giustizia, a funzionari minori quali i commissari, gli intendenti ed i notai, tutti amministrativi il cui operato era richiesto anche nei centri vicini.
Nella seconda metà dell'XI secolo, i territori dell'Italia meridionale sottoposti al dominio longobardo e bizantino furono conquistati dai Normanni, e Noja, che entrò a far parte del Ducato di Puglia e Calabria creato nel 1059, venne concessa dal duca Roberto il Guiscardo in feudo al cavaliere francese Verlando di Clermont, giunto al seguito proprio del Guiscardo e che si distinse nei combattimenti contro Arabi e Bizantini. Il Clermont, che ebbe concesse in feudo altre terre del Val Sarmiento che formarono la Contea di Chiaromonte, stabilì la propria residenza a Nohae.
Nel XIII secolo, il conte Ugo di Chiaromonte, signore di Noja, ebbe confiscati tutti i suoi beni dall'imperatore Federico II di Svevia per l'accusa di fellonia, poiché prese parte alla congiura di Capaccio del 1247 contro di esso, e la terra di Noja fu concessa ad un Adenolfo da Brando, che ne divenne nuovo signore. Noja entrò nuovamente a far parte della Contea di Chiaromonte nel 1267, quando fu riabilitata e data a Riccardo di Chiaromonte, erede di Ugo, da parte di Carlo I d'Angiò, che aveva conquistato il Regno di Sicilia. Nel XIV secolo, la Contea di Chiaramonte, facente parte del Regno di Napoli, pervenne in dote ai Sanseverino dei Conti di Tricarico, attraverso il matrimonio tra Giacomo Sanseverino e Margherita di Chiaromonte, ultima discendente del suo casato.
Nel 1404, l'Universitas di Noja fu staccata dalla Contea di Chiaramonte e dichiarata terra demaniale da parte del re Ladislao I di Napoli, poiché i suoi cittadini si dissociarono dalla congiura contro il sovrano organizzata da Venceslao Sanseverino, conte di Chiaramonte, al quale furono confiscati tutti i suoi beni. Undici anni più tardi, nel 1415, la regina Giovanna II di Napoli, sorella di Ladislao, riassegnò tutti i feudi a Ruggero Sanseverino, conte di Tricarico e di Chiaromonte, e in conseguenza di questa decisione assunta dalla sovrana, Noja entrò nuovamente a far parte della Contea di Chiaromonte.
Nel XVI secolo, i Sanseverino, che si resero nuovamente autori di fellonia nei confronti del Re di Napoli, ebbero confiscati i loro domini feudali, tra cui la Contea di Chiaromonte, reintegrata al Regio Demanio. Nel 1530, il feudo di Noja fu venduto a Giacomo Pignatelli, patrizio napoletano, che lo acquistò per 20.000 ducati e si investì del titolo di signore. Il figlio Fabrizio, che gli succedette alla signoria di Noja nel 1539, riscattò definitivamente il feudo con il pagamento di altri 8.000 ducati nel 1559.
Lo Stato di Noja sotto il dominio dei Pignatelli fu elevato a rango di principato: Fabrizio Pignatelli Spinelli, patrizio napoletano, IV signore di Noja e II marchese di Cerchiara (1568-1627), con privilegio dato il 2 giugno 1600 dal re Filippo III di Spagna ebbe investitura del titolo di I principe di Noja, oltre che del titolo di regio consanguineo. Il Pignatelli ampliò il feudo con la fondazione del casale di San Giovanni, che poi assunse il nome di Terranovella. I Pignatelli conservarono il possesso del Principato di Noja, fino al 1806, anno in cui nel trono del Regno di Napoli si insediò Giuseppe Bonaparte, che emanò le leggi eversive della feudalità, con le quali veniva abolito il feudalesimo nel territorio del Regno di Napoli, e in conseguenza di questo provvedimento, lo Stato cessò di esistere come entità amministrativa.
Il titolo di Principe di Noja, e gli altri titoli ad esso collegati, molti dei quali pervenuti per via ereditaria ai Pignatelli, da altre famiglie, come i Tagliavia d'Aragona, ottennero legale riconoscimento dal Regno d'Italia con D.M. del 10 agosto 1906 concesso a Giuseppe Pignatelli d'Aragona Cortés Fardella, XIV principe di Noja.

## Cronotassi dei Principi di Noja

### Epoca feudale
- Fabrizio Pignatelli Spinelli (1600-1627)
- Giulio Pignatelli di Sangro (1627-1658)
- Fabrizio Pignatelli Pignatelli (1658-1654)
- Ettore Pignatelli Pignatelli (1654-1674)
- Andrea Fabrizio Pignatelli Tagliavia d'Aragona (1674-1677)
- Giovanna Pignatelli Tagliavia d'Aragona Pimentel Benavides (1677-1723)
- Diego Pignatelli d'Aragona Cortés (1723-1750)
- Fabrizio Matteo Pignatelli d'Aragona Cortés Pignatelli (1750-1763)
- Ettore Pignatelli d'Aragona Cortés de' Medici (1763-1800)
- Diego Pignatelli d'Aragona Cortés Piccolomini (1800-1806)

### Epoca post-feudale
- Diego Pignatelli d'Aragona Cortés Piccolomini (1806-1818)
- Giuseppe Pignatelli d'Aragona Cortés Caracciolo (1818-1859)
- Diego Pignatelli d'Aragona Cortés Lucchese Palli (1859-1880)
- Antonio Pignatelli d'Aragona Cortés Lucchese Palli (1880-1881)
- Giuseppe Pignatelli d'Aragona Cortés Fardella (1881-1938)
- Antonio Pignatelli d'Aragona Cortés Gàndara (1938-1946)